# Figaro e Frankie
Figaro e Frankie (Figaro and Frankie)  è un film del 1947 diretto da Charles A. Nichols. È il terzo animato della serie Figaro, prodotto dalla Walt Disney Productions e uscito negli Stati Uniti il 30 maggio 1947, distribuito dalla RKO Radio Pictures.

## Trama
Figaro vive adesso insieme a Frankie, un canarino a cui piace molto cantare, purtroppo il suo canto impedisce a Figaro di dormire. Il gatto scuote la gabbia di Frankie per farlo smettere e quest'ultimo si vendica sputandogli addosso dei semi. I due continuano a litigare, finché Figaro non si arrampica sulla gabbia di Frankie, quest'ultimo allora fischia un allarme che fa accorrere Minni che rimprovera Figaro e lo minaccia di picchiarlo con la sua scopa se dovesse scoprirlo nuovamente. Frankie sputa altri semi a Figaro; esasperato ed arrabbiato, il gatto riesce ad arrivare alla gabbia di Frankie cogliendolo di sorpresa. Il canarino se ne accorge e spaventato fischia un altro allarme, Figaro si aggrappa alla sua gabbia facendola oscillare e cadere distruggendo tutto, il rumore attira Minni di nuovo. Quando arriva, Minni rimane inorridita trovando Figaro all'interno della gabbia con le piume di Frankie in bocca, credendo che abbia mangiato il canarino. Infuriata, Minni insegue Figaro con la scopa e infine lo caccia via di casa e in tono perentorio gli intima di non tornare mai più. Rimasta sola, Minni scoppia a piangere, pensando che non rivedrà mai più il suo canarino, ma Frankie in realtà è ancora vivo, e vedendo degli uccelli liberi in cielo, decide di volare via insieme a loro, ma le sue ali non sono abbastanza forti e così lo fanno atterrare giù. Figaro vede Frankie e cerca di divorarlo, ma all'improvviso nel cortile arriva Butch il bulldog (la nemesi di Pluto) e Figaro in preda al panico si arrampica sul davanzale della finestra per sfuggirgli. Frankie atterra sopra Butch che cerca poi di morderlo, il canarino cerca di ritornare sul davanzale ma Figaro cerca di colpirlo con una zampata. Frankie si ritrova così intrappolato tra un Figaro vendicativo e un Butch furioso, ma per fortuna appare l'angelo della bontà di Figaro che lo costringe a salvare il canarino. E così Figaro salva Frankie facendo cadere addosso a Butch un vaso di fiori facendolo fuggire addolorato, Minni arriva e quando vede Frankie sano e salvo è molto felice, a quel punto Minni convince Figaro e Frankie a fare la pace, inizialmente Figaro sta per mangiare Frankie ma Minni lo ammonisce che non deve mai più fare del male all'uccello, così Figaro lecca Frankie facendo la pace con lui e rendendo Minni contenta. Poco dopo però, Frankie ricomincia a cantare e Figaro è costretto a doverlo riascoltare con suo grande sgomento.

## Edizioni home video

### VHS
- Serie oro - Minni, novembre 1985
- Gli Aristogatti, ed. 2000 (al termine del film)